# St. Dionysius (Fünfstetten)

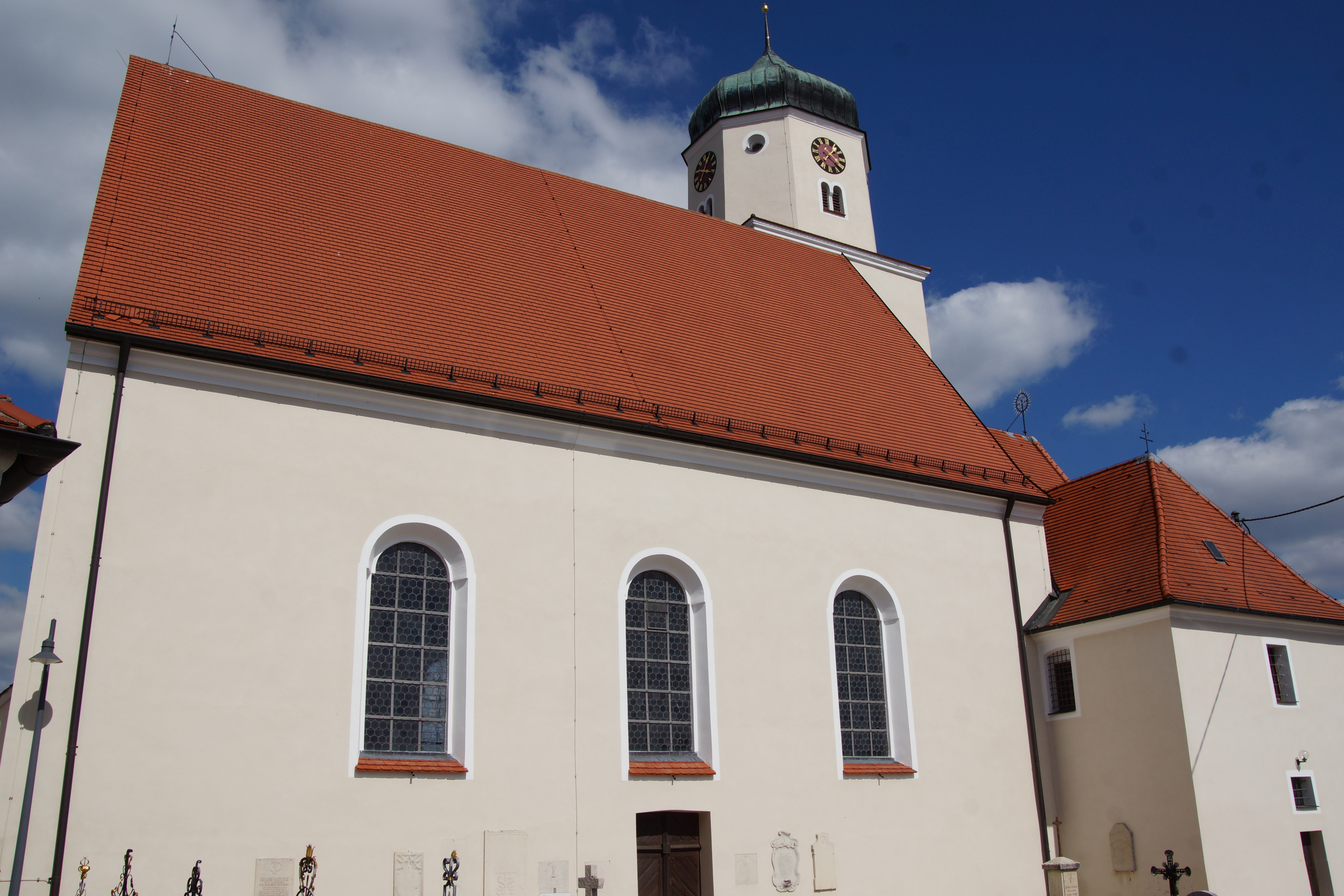
St. Dionysius in Fünfstetten

Die römisch-katholische Pfarrkirche St. Dionysius steht in Fünfstetten im schwäbischen Landkreis Donau-Ries von Bayern. Das Bauwerk ist in der Liste der Baudenkmäler in Fünfstetten als Baudenkmal unter der Nr. D-7-79-148-2 eingetragen. Die Pfarrei gehört zum Dekanat Weißenburg-Wemding des Bistums Eichstätt.

## Beschreibung

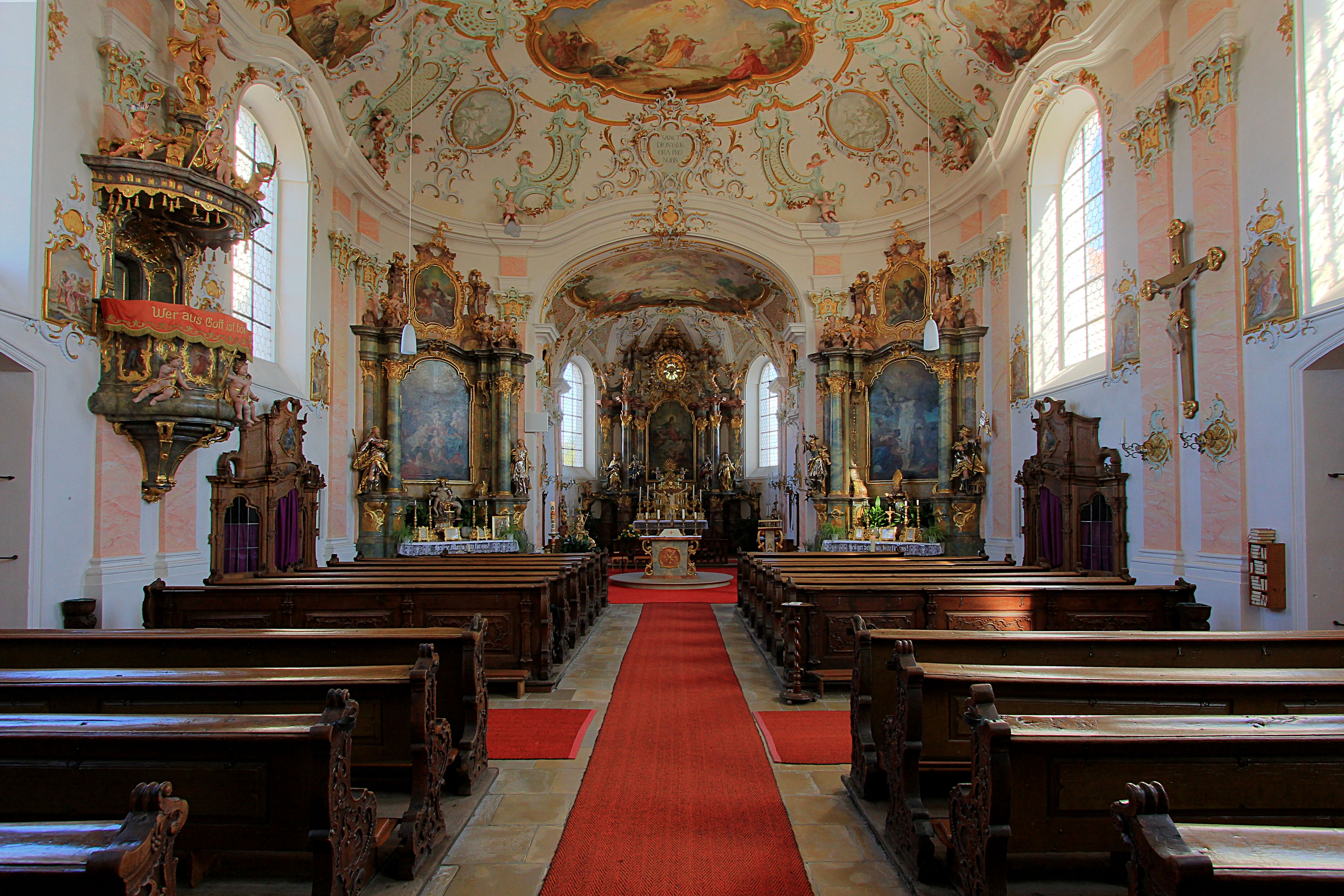
Innenraum mit Altären, Kanzel, Beichtstühlen und historischen Kirchenbänken

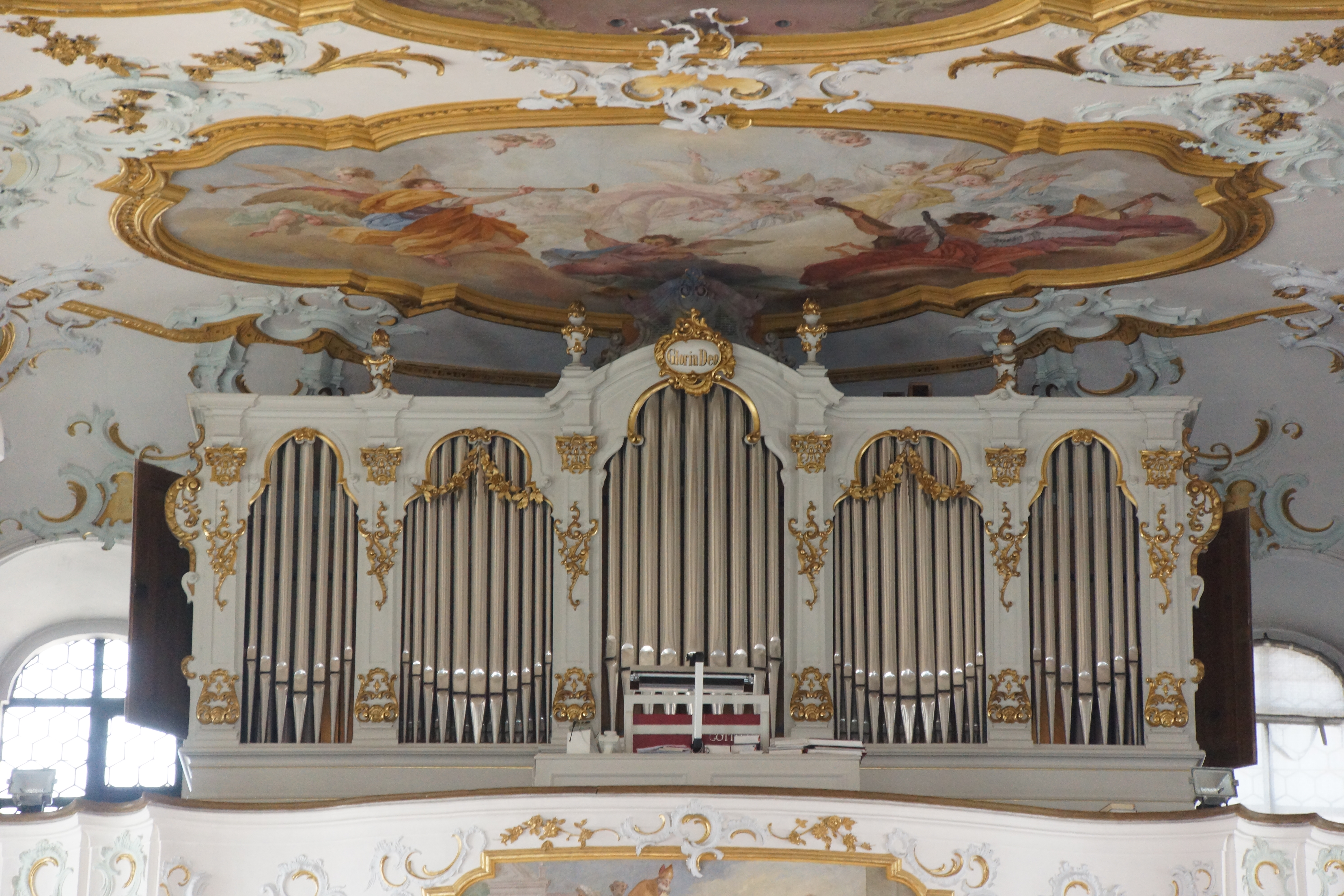
Orgelprospekt

Die 1626 gebaute Saalkirche besteht aus einem Langhaus, einem eingezogenen Chor mit Fünfachtelschluss im Osten, einem Chorflankenturm auf quadratischem Grundriss, der im Kern auf einen Chorturm aus dem 14. Jahrhundert zurückgeht, an der Nordwand und der Sakristei an der Südwand des Chors. Der Chorflankenturm wurde 1682 nach einem Plan von Jakob Engel mit einem achteckigen Geschoss aufgestockt, das die Turmuhr und den Glockenstuhl beherbergt, und mit einer Zwiebelhaube bedeckt. Der Chor ist halbrund geschlossen und wird von zwei zierlichen Oratorien flankiert.
Die historische Ausgestaltung der Kirche mit Stuckaturen sowie Altären, Kanzel, Chorgestühl und Kirchenbänken in den Formen des Rokoko ist vollständig erhalten. Am Korb der Rokokokanzel aus dem Jahr 1766 befinden sich Gemälde der Kardinaltugenden, auf dem Schalldeckel geschnitzte Putten als Personifikationen der vier Erdteile. Die prächtig ausgestattete Decke mit Medaillons, vergoldeten Rocaillen, Puttenfiguren und einem zentralen Deckengemälde mit dem Martyrium des Hl. Dionysus stammt aus der zweiten Hälfte des 18. Jahrhunderts. Der um 1765 angebrachte Stuck wird Andreas Henkel zugeschrieben. Die Fresken hat 1766 Johann Baptist Enderle gestaltet, ferner die Altarretabel. Das Altarretabel des Hochaltars stellt Dionysius von Paris, den Patron der Kirche, in der Glorie dar. Alle Altarbilder werden von in Gold und Silber gefassten Heiligenfiguren flankiert.
Die Orgel befindet sich auf der oberen der beiden mit Rocaillen und Bildern in Kartuschen geschmückten Emporen an der Westseite der Kirche. Die Orgel mit 21 Registern, zwei Manualen und einem Pedal wurde 1996 von der Orgelbaufirma Redeker & Kreuzer unter Verwendung des historischen Gehäuses erbaut.